# August Heinrich Matthiae
August Heinrich Matthiae   (Göttingen, 25 de desembre de 1769 - Altenburg, 6 de gener de 1835) fou un filòleg alemany.
Va adquirir profunds coneixements en literatura i filosofia, va fer els seus primers estudis al Liceu i a la Universitat de Göttingen, on Heinrich Heine el va iniciar a la filosofia clàssica, que va ser la seva especialitat.
Després d'haver ensenyat durant diversos anys com a preceptor a Holanda, el seu antic mestre el va cridar el 1798 per encarregar-li l'ensenyament del grec, llatí i alemany a l'Institut creat a Weimar pel francès Mermier, per als estrangers, càrrec que va exercir fins que li fou confiada la direcció del gimnàs d'Altenburg (1802-1833). Matthiae alternava la publicació d'obres de la literatura clàssica amb treballs d'una altra indole; així de 1802 a 1807 va donar a la llum uns Estudis crítics sobre els Himnes d'Homer i la Batracomiomàquia, una Miscellanea philologica, una Gramàtica grega, reeditada diverses vegades i traduïda al francès.
El 1815 publicà a Jena la primera edició del seu Grundriss der griechischen und römischen Literatur, i més tard Entwurf einer Theorie des lateinischen Styls (Leipzig, 1826), i Encyclopädie und Methodologie der Philologie (Leipzig, 1835). Edità les Tragèdies d'Eurípides (Leipzig, 1813-1829, en 9 vol.), la Historia d'Herodot (Leipzig, 1825 2 vol.), i els Fragments d'Alceo (Leipzig, 1827), i altres peces clàssiques amb les seves traduccions en alemany.
De les obres restants de Matthiae mereixen recordar-se dos escrits en llatí, un vers el distintiu religiós de la virtut (Göttingen, 1789), i un altre sobre las causes de la varietat dels caràcters de les nacions (Leipzig, 1802); pero sobretot el seu Lebrbuch für den ersten Unterricht in der Philosophie, la qual primera edició es publicà a Altenburg el 1823.
Aquest Manual va ser redactat segons els principis de la filosofia de Kant, va estar molt en voga a Alemanya i va ser traduït al francès per Poret el 1837. Una col·lecció de Obras varias, de Matthiae, es va publicar a Altenburg el 1833.